# 제32회 모스크바 국제 영화제
제32회 모스크바 국제 영화제는 2010년 6월 17일에 열린 시상식이다.

## 수상 및 후보

### 대상
- 브라더 - 마르셀 라스퀸 수상

### 심사위원특별상
- 알바니아인 - 요하네스 나베르 수상

### 여우주연상
- 파라다이스 온 어스 잇 이즈 투 씨 - 빌마 치불코바 수상

### 남우주연상
- 알바니아인 - NIK XHELILAJ 수상

### 감독상
- 리틀 로즈 - 얀 키다바 블론스키 수상

### 새로운 시선상
- 리버스 - 보리스 란코즈 수상

### 월드시네마 공로상
- 끌로드 를르슈 수상

### 스타니슬라프스키 공로상
- 엠마뉴엘 베아르 수상

### New Wave Forever 부문
- 소셜리즘 - 장 뤽 고다르
- 미치광이 삐에로 - 장 뤽 고다르
- 누벨바그의 추억 - 엠마누엘 로랑
- 잡초 - 알랭 레네

### 새로운 시선 경쟁
- 7X - This is Our Kids - Emil Jonsvik
- 언 오거니제이션 오브 드림스 - 켄 맥멀렌
- 베드웨이스 - 로프 피터 칼
- Bibinur story - Yuri Feting
- 베리드 랜드 - 스티븐 이스트우드 외 1명
- 럭키 라이프 - 정이삭
- 사랑과 다른 악마들 - 일다 이달고

### 다큐멘터리 부문
- 어 필름 언피니시드 - 야엘 허손스키
- Another Perfect World - 펨케 볼팅 외 1명
- 바나나스!* - 프레드릭 게르튼
- 암병동 - 파벨 로진스키
- From Ararat to Zion - 에드가 바그아사란
- 아이언 크로우즈 - 박봉남
- 라 댄스: 더 파리 오페라 발레 - 프레더릭 와이즈먼
- La vida loca - Christian Poveda
- 집으로 가는 기차 - 리신 판
- 오션스 - 자끄 페렝
- 피아노매니아 - 로버트 시비스 외 1명
- 남겨진 편지들 - 마르셀 로진스키
- 레스트레포 - 팀 헤더링톤 외 1명
- 더 코브: 슬픈 돌고래의 진실 - 루이 시호요스
- 포트리스 - 페르난도 멜가
- The Last Script. Remembering Bunuel - Gaizka Urresti 외 1명
- The Little Snow Animal - Gaizka Urresti
- 모스트 댄저러스 맨 인 아메리카 - 쥬디스 얼리치 외 1명
- 더 플레이어(네덜란드어판) - 존 아플
- 다섯 마리 코끼리와 할머니 - 바딤 옌드레이코
- 예스맨 프로젝트 - 앤디 비츨바움 외 2명
- 웨이스트 랜드 - 루시 워커
- 위 리브 인 퍼블릭 - 온디 티모너

### 세계 영화
- 얼라이브! - 아르탄 미나롤리
- 브란 누 대 - 레이첼 퍼킨스
- Chance - Abner Benaim
- 체르케스 - 모히 쿠안두어
- 크리에이션 - 존 아미엘
- 도멘 - 패트릭 쉬하
- Heiran - Shalizeh Arefpour
- I Am love - 루카 구아다그니노
- 쇼핑몰의 소녀들 - 카타르지나 로수아니에츠
- 맥스 슈멜링 - 우베 볼
- Notes of a Woman Soldier - Jang Kil Hyon
- One Upon a Time - Sanath Gunatilake
- 프로텍터(영어판) - 마렉 나이브르트
- 세비즈 - 브렌든 멀다우니
- 태양의 반점 - 양 헝
- The Hairdresser - 도리스 도리
- The Pain - 세말 산
- 웬 위 리브 - 페오 알라다그

### 갈라 상영
- 8인: 최후의 결사단 - 진덕삼
- 슈퍼배드 - 피에르 꼬팽 외 2명
- Mission London - 디미타르 미토프스키
- Oy Vey! My Son is Gay!! - Evgeny Afineevsky
- Red Ice. Tale of Ugra Hunts - Oleg Fesenko
- The Brest Fortress - Aleksandr Kott
- 콘서트 - 라두 미하일레아누

### 아시안 익스트림
- 시 - 이창동
- 우주의 역사 - 아노차 수위차콘퐁
- 눈물의 왕자 - 양범
- 크래쉬 - 페페 디옥노
- 얼굴 - 차이밍량
- 베이 롱 - 레 탄 선
- 파주 - 박찬옥
- 랑재기 - 톈좡좡

### 러시아의 발자취
- 운수 나쁜 날 - 알바로 브레히너
- Cinetrain Bishkek - Moscow - Aziz Sattorov 외 4명
- Dancing on Ice - Stavros Ioanou
- Piano Girl - Murat Saracoglu
- 스노우 앤 애쉬스 - 찰스-올리비에르 미샤우드
- The Interrogation - Jorn Donner
- 더 올드 스쿨 오브 캐피탈리즘 - 젤리미르 질닉
- Victory Day - Sean Ramsay

### 성,음식,문화,영광 부문
- 엘비스 앤 마돈나 - 마르셀로 라피테
- Food and The Maiden - Minoru Kurimura
- 줄리아스 실종 - 크리스토프 샤웁
- 루즈 캐넌스 - 페르잔 오즈페텍
- 채식주의자 - 임우성

### Atelier 부문
- 데이빗 원츠 투 플라이 - 데이빗 시에베킹
- 앙리-조르주 클루조의 지옥 - 세르지 브롬버그 외 1명
- Hurricain Kalatozov - Patrick Cazals
- 잇 케임 프럼 커처 - 제니퍼 M. 크룻
- The Journey to Metropolis - Artem Demenok

### 포커스 온 칠레
- 삼인조 택시 강도 - 올랜도 루버트
- 카침바 - 실비오 카이오지
- Dawson, Island 10 - Miguel Littin
- Desorejado - Sebastian Alarcon
- 마추카 - 안드레스 우드
- 노스탤지어 포 더 라이트 - 패트리시오 구즈먼
- Our Father - Rodrigo Sepulveda

### Tchekhov’s 모티브
- Death in pince-nez or our Tchekhov - Anna Tchernakova
- Ivanov - Vadim Dubrovicky
- 양 한 마리 양 두 마리 - 황철민
- 소던 디스트릭트 - 후안 카를로스 밸디비아

### 모스크바 행복감
- 계몽영화 - 박동훈
- 박스하게너 플라츠 - 마티 게쇼넥
- 브로트 바이 더 씨 - 네슬리 콜게센
- 콜 - 칼 베세이
- 디퍼런트 마더스 - 미하이 이오네스쿠
- 아 라 데리바 - 벤트라 폰즈
- Footsteps In The Sand - Ivaylo Hristov
- 잇 비잉스 위드 더 엔드 - 미카엘 코헨
- Sparrow - Yuri Shiller
- 더 카메라머더러 - 로베르토 아드리안 뻬오
- 더 라스트 리포트 온 안나 - 에니코 에스제니 외 1명